# 냄 쭈어
냄 쭈어(베트남어: nem chua) 또는 냄(베트남어: nem)은 베트남의 돼지고기 소시지이다. 구아바 잎이나 우담화 잎과 틴 가오(볶은쌀가루)에 있는 효모를 이용해 발효·숙성하며, 새콤한 맛이 난다. 마늘과 고추를 고명으로 올려 먹는다.

## 지역적 변형
뜨레는(베트남어: Tré) 는 다낭과 베트남 중부 지방에서 볼 수 있는 발효 돼지고기 요리로, 뗏을 포함한 여러 명절에 전통적으로 먹는다. 넴 쭈어와 달리, 뜨레는 돼지고기 살코기와 귀, 껍질을 채썬 후, 남강, 마늘, 고추, 볶은 쌀가루 등 향신료와 섞고 잎에 싸서 3~4일간 발효시킨다. 쩌레는 일반적으로 느억 짬과 함께 먹으며, 채썬 파파야, 당근, 민트 잎 등을 곁들인다.

## 사진 갤러리

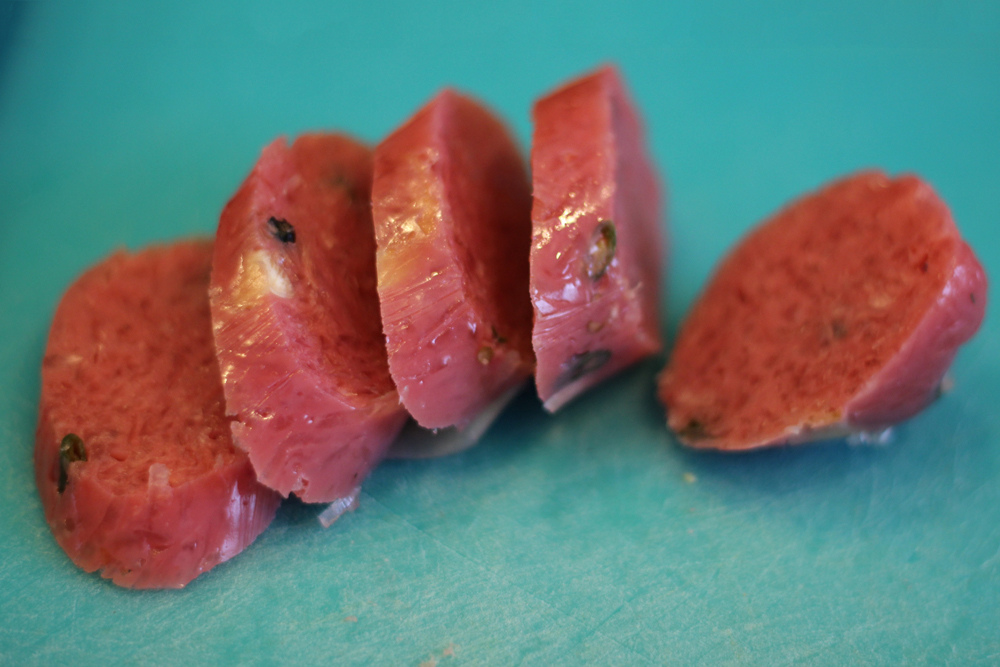
냄 쭈어

## 같이 보기
- 조 루어
- 냄